# Ernest Shackleton-szobor
Ernest Shackleton szobra a Brit Királyi Földrajzi Társaság londoni székházának homlokzatán áll. A sarkkutatót Charles Sargeant Jagger angol szobrász mintázta meg.

## A szobor
Ernest Shackleton 1922. január 5-én Grytvikenben halt meg szívroham következtében. 1923-ban megalakult a Shackleton Emlékalap (Shackleton Memorial Fund), amely két célt tűzött ki maga eléː szobrot állítani a sarkkutatónak és anyagilag támogatni félárván maradt gyerekei oktatását. Az alap 2500 fontot gyűjtött össze, amely alatta maradt a remélt összegnek. Ebből kétezer fontot fordítottak a szobor elkészíttetésére. A szobor helyét a földrajzi társaság londoni központjának Exhibition utcai homlokzatán, egy fülkében jelölték ki.
Jagger 1927 és 1932 között készítette el a szobrot. A sarkkutatót a szánhúzáskor használt ruházatában ábrázolta, nyakában egy pár egyujjas kesztyű lóg, amelynek eredetijét állítólag a kutatóktól szerezte be Jagger. A szobor magassága 243 centiméter. A művész eredetileg nagyobb talapzatot képzelt el, amelynek része lett volna egy szános jelenetet ábrázoló dombormű is. A sarkkutató arcának megformálásához James Alexander Stevenson szobrász Shackleton-büsztjét használta fel, amelynek modellje a sarkkutató volt.